# Molde Fotballklubb
El Molde Fotballklubb és un club de futbol noruec de la ciutat de Molde.

## Història
Va ser fundat el 19 de juny de 1911. El seu primer nom fou International. La seva millor etapa la va viure als anys 2010, en la que aconseguí tres lligues noruegues.

## Palmarès
- Lliga noruega de futbol: 
  - 2011, 2012, 2014, 2019, 2022

- Copa noruega de futbol: 
  - 1994, 2005, 2013, 2014

## Entrenadors
- Kjell Jonevret, entrenador 2007-2010
- Uwe Rösler, entrenador 2010
- Ole Gunnar Solskjær, entrenador 2011-2014, 2015-
- Tor Ole Skullerud, entrenador 2014-2015

## Jugadors destacats
| Jugador            | Anys                    | Partits |
| ------------------ | ----------------------- | ------- |
| Daniel Berg Hestad | 1993-2002, 2005-2016    | 473     |
| Magne Hoseth       | 1999-2004, 2006-2014    | 260     |
| Ulrich Møller      | 1980-1994               | 250     |
| Stein Olav Hestad  | 1971-1989               | 249     |
| Trond Strande      | 1991-2007               | 238     |
| Morten Bakke       | 1991-2001               | 235     |
| Vegard Forren      | 2007-2013, 2013-present | 231     |
| Mattias Moström    | 2007-present            | 220     |
| Petter Rudi        | 1991-2006               | 199     |
| Knut Olav Rindarøy | 2004-present            | 197     |

| Jugador             | Anys                          | Gols |
| ------------------- | ----------------------------- | ---- |
| Magne Hoseth        | 1999-2004, 2006-2014          | 84   |
| Daniel Berg Hestad  | 1993-2002, 2005-2016          | 79   |
| Jan Fuglset         | 1973-1982                     | 57   |
| Ole Bjørn Sundgot   | 1991-1999                     | 47   |
| Andreas Lund        | 1996-2000                     | 42   |
| Odd Inge Olsen      | 1996-2001                     | 41   |
| Øystein Neerland    | 1987-1993                     | 35   |
| Pape Paté Diouf     | 2006-2011, 2012, 2014-present | 34   |
| Ole Gunnar Solskjær | 1995-1996                     | 31   |
| Bernt Hulsker       | 1999-2004                     | 31   |
| Åge Hareide         | 1975-1987                     | 31   |